# Russian Chemical Bulletin
Das Russian Chemical Bulletin, teilweise auch als Russian Chemistry Bulletin bezeichnet, ist eine monatlich erscheinende Peer-Review-Fachzeitschrift. Sie wurde 1936 gegründet und wird seit 1951 oder 1952 auf Englisch herausgegeben. Weiterhin ist sie die englische Ausgabe der Izvestiya Akademii Nauk: Seriya Khimicheskaya.
Von ihrer Gründung bis 1992 trug das Russian Chemical Bulletin den Titel Bulletin of the Academy of Sciences of the USSR – Division of Chemical Science und wurde im selben Jahr für kurze Zeit in Bulletin of the Russian Academy of Sciences – Division of Chemical Science umbenannt. Später im selben Jahr wurde der Zeitschrift der heutige Name gegeben.
Der Impact Factor betrug 2020 laut des Web of Science 1,222. Damit belegte die Zeitschrift in der Kategorie multidisziplinäre Chemie den 143. von 178 Plätzen. Der Chefredakteur ist Mikhail P. Egorov vom Zelinsky Institut für organische Chemie der Russischen Akademie der Wissenschaften.